# Frankonia
Frankonia Handels GmbH & Co. KG (genannt auch „Waffen-Frankonia“) ist ein deutsches Unternehmen mit Sitz im fränkischen Rottendorf. Die Frankonia vertreibt Jagd- und Sportwaffen einschließlich Zubehör und Funktionskleidung sowie traditionelle Bekleidung und unterhält in Deutschland 25 Standorte (Stand 2023). Zudem werden die Waren mittels Versandhauskatalogen und Onlineshop über den Versandhandel vertrieben. Das Unternehmen betreibt eigene Büchsenmacher-Werkstätten am unterfränkischen Firmensitz sowie in jeder Filiale. Frankonia ist einer der wenigen Betriebe in Deutschland, der Büchsenmacher ausbildet. Bei Frankonia sind 2018 knapp 650 Mitarbeiter beschäftigt. Der seit Bestehen mehrfach geänderte Firmenname ist abgeleitet vom Frankoniabrunnen im Ehrenhof der Würzburger Residenz.

## Unternehmensgeschichte

### Vorgeschichte
Am 13. Oktober 1905 gründete Martin Hofmann die „Patronen Fabrik Eichfeld“. Die aus einer Werkstatt und einer Verkaufsstelle bestehenden Patronenfabrik in Eichfeld in der Nähe von Würzburg wurde von Martin Hofmanns Sohn, dem Kaufmann Nikolaus Hofmann am 26. Mai 1906 übernommen. Ein im März 1907 drohender Konkurs des Geschäfts konnte im Juli desselben Jahres abgewendet werden. Daneben versuchte Hofmann 1906 in der wenige Kilometer entfernten Lohmühle in Rüdenhausen zusammen mit einem Geschäftspartner als Hersteller von Munitionspulver Fuß zu fassen. Im Jahr 1908 war diese Unternehmung allerdings gescheitert und Hofmann konzentrierte sich fortan auf das Kerngeschäft in Eichfeld.

### Firmengründung
Das heutige Unternehmen wurde von Nikolaus Hofmann in seinem Heimatort Eichfeld gegründet und am 24. Oktober 1908 ins Handelsregister eingetragen unter der Bezeichnung Deutsche Patronen-Centrale ‚Frankonia‘ Eichfeld (Bayern) Bernreuther & Co. (Die „Patronenfabrik Firma Martin Hofmann“ hingegen stellte ihre Produktion von Jagdpatronen im Haus Nr. 60 in Eichfeld zum 1. November 1908 ein). Hofmann wurde im Handelsregister als Prokurist der sich mit dem Munitionsverkauf beschäftigenden Firma angeführt und als Gesellschafter der Privatier Philipp Bernreuther und dessen Tochter Sophie Bernreuther aus Rüdenhausen, die am 23. November 1908 Hofmann heiratete (Ihre Kinder Ella, Hedwig und Alfred wurden 1909, 1913 und 1920 geboren). Am 26. Februar 1913 erhielt die zusätzlich zum Munitionsverkauf nun auch mit Waffen handelnde Firma den Namen „Waffen- und Munitions-Centrale ‚Frankonia‘ Eichfeld (Bayern) Bernreuther & Co.“. Gesellschafter blieben Sophie Hofmann und ihr Vater Philipp Bernreuther, der aus einem Bauerngeschlecht aus Abtswind stammte und den Aufbau des Unternehmens mit erheblichen finanziellen Mitteln unterstützte. Während Nikolaus Hofmann im Ersten Weltkrieg vom 5. August bis 26. November 1918 Kriegsdienst leistete, bevor er am 28. November 1918 aus der Armee entlassen wurde, führte Sophie Hofmann das Unternehmen.
Gemäß der deutschen „Entwaffnungsverordnung“ vom 14. Dezember 1918 mussten Waffen in den Besitz des Staates überführt werden und ab 13. Januar 1919 waren Schusswaffen und Munition abzugeben (Ein „Entwaffnungsgesetz“ vom 7. August 1920 tendierte zudem zur völligen Entwaffnung der Bevölkerung). Am 30. Juni 1919 verlegte das nun allgemein als „Waffenfrankonia“ bezeichnete Unternehmen seinen Sitz von Eichfeld nach Würzburg in die Randersackerer Straße 3, wo die Familie Hofmann auch im Haus der Sophia Hofmann wohnte. Am 31. Oktober 1928 erhielt Sophie Hofmann als Inhaberin der Firma „Waffen- und Munitions-Centrale Frankonia, Bernreuther & Co“ die Konzession vom Würzburger Stadtrat zum Waffenhandel. 1930 erfolgten die ersten Exportgeschäfte der Firma.

### Entwicklung der Firma
Nach dem Zweiten Weltkrieg wurde das beim Bombenangriff auf Würzburg am 16. März 1945 mit dem Wohngebäude getroffene Geschäft in der Randersackerer Straße am 10. März 1946 als „Sporthaus Frankonia Hofmann & Co.“ neueröffnet (im Januar des Jahres mussten Waffen und Munition auf Anordnung des Alliierten Kontrollrats abgegeben werden) und 1949 erfolgte der Umzug in die Stadtmitte Würzburgs. Bis 1950 führten Sophie (als Inhaberin) und Nikolaus Hofmann (als Prokurist und „erster Angestellter“) das Unternehmen und ab 1950 deren 1920 geborener Sohn Alfred Philipp Hofmann (als Geschäftsinhaber und Komplementär der nun „Waffen-Frankonia Hofmann und Co.“ titulierten Firma), der 1939 in die seit 1924 florierende Firma eingetreten und zum 1. Januar 1943 wie seine Schwester Eleonora „Ella“ (* 1909) Kommanditist des Unternehmens geworden war. Nachdem ab 1926 bereits Preislisten und Prospekte erschienen war, gab Frankonia 1953 ihren ersten Katalog (Der Ratgeber für den Jäger und Schützen) heraus, damals mit einem Umfang von 160 Seiten.
In Darmstadt wurde 1961 mit dem „Haus der Jäger“ die erste Filiale des Familienunternehmens eröffnet. Wegen des steten Wachstums wurde das Stammhaus in Würzburg zu klein, so dass ein Umzug nach Rottendorf erfolgte. 1970 folgte der völlige Umbau des Stammhauses in der Randersackerer Straße. Frankonia erweiterte sein Sortiment ab 1971 um sportliche und modische Bekleidung und wurde laut Jürgen Vocke zum führenden Jagdausrüster in Europa. In Österreich gründete Frankonia 1990 eine Großhandelsfirma, die wiederum eine Firma in Ungarn übernahm. Die Handelsgesellschaft Heinrich Heine GmbH übernahm Frankonia in den Jahren 2000 (50 % der Gesellschaftsanteile) und im Oktober 2001 (100 %). Am 1. April 2007 wurde die Frankonia aus der Heine-Gruppe ausgegliedert und ist nun eine direkte Tochter des Versandhandelkonzerns Otto Group. Der Waffenhändler Interimport kam 2010 hinzu.

## Filialen

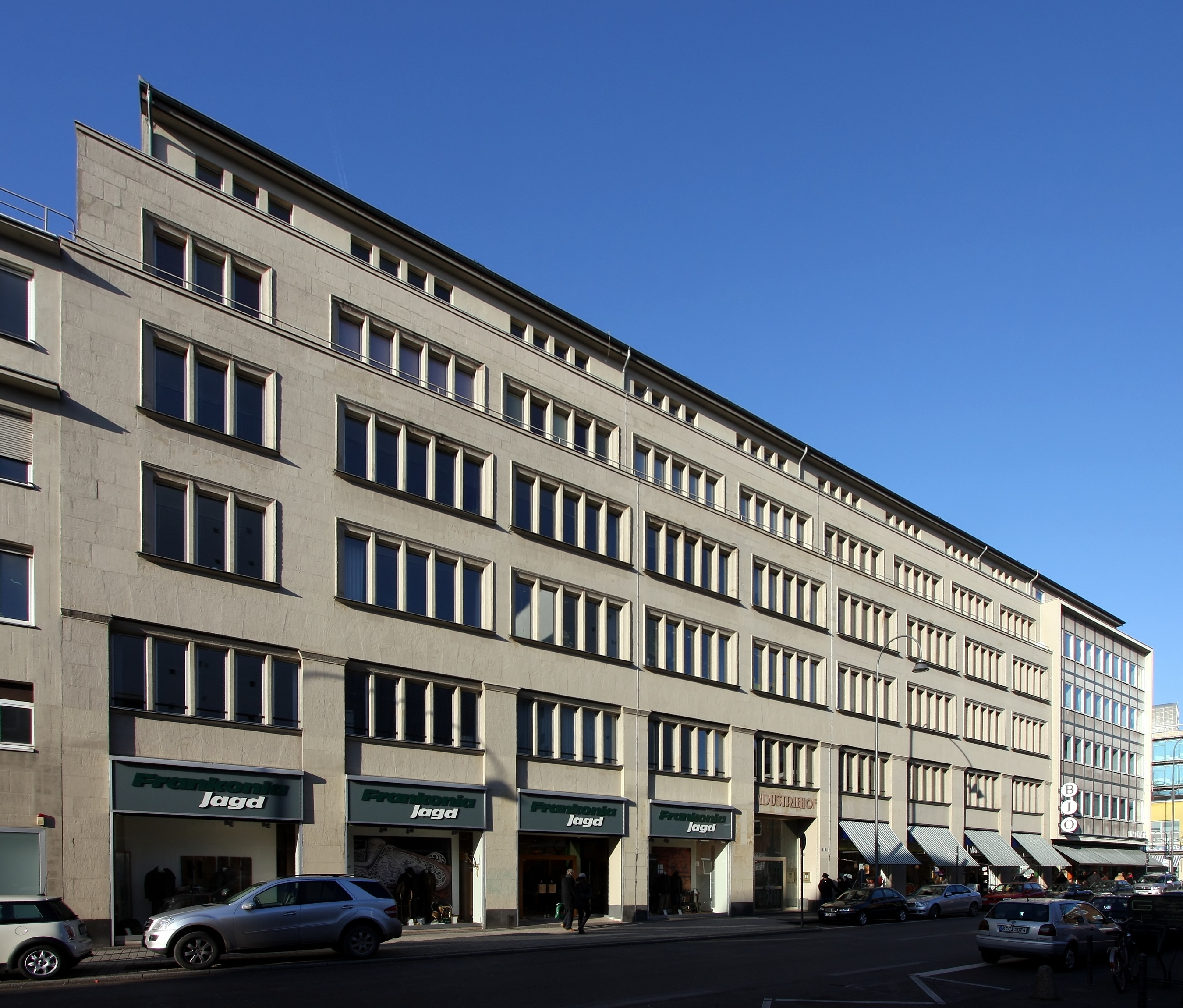
Frankonia-Filiale in Köln im Büro- und Geschäftshaus „Industriehof“ von Jacob Koerfer

Neben dem Stammhaus in Würzburg gibt es Frankonia-Filialen in Berlin (1992), Bexbach (2003), Bielefeld, Stuhr-Brinkum bei Bremen, Buchholz i.d.N. bei Hamburg, Weiterstadt, Dortmund (2003), Mönchengladbach, Erfurt, Freiburg, Hannover, Kassel, Kerpen (2022), Hohenwarsleben (Magdeburg), Mülheim-Kärlich, Aschheim b. München, Neu-Ulm, Nürnberg, Sanitz, Reiskirchen, Straubing, Stuttgart, Kaltenkirchen, Leipzig. 1986 wurde in Frankreich erstmals eine ausländische Filiale eröffnet.